# Cambiamento Democratico (El Salvador)
Cambiamento Democratico (in spagnolo: Cambio Democrático - CD) è un partito politico salvadoregno di orientamento cristiano-sociale e progressista nato nel 2013.

## Storia
Il partito fu fondato da alcuni esponenti politici provenienti dal Centro Democratico Unito (Centro Democrático Unido - CDU), dal Fronte Farabundo Martí per la Liberazione Nazionale (FMLN) e dal Partito Democratico Cristiano (PDC).
Il Centro Democratico Unito, a sua volta, era nato nel 2004 come coalizione tra Convergenza Democratica (Convergencia Democrática - CD), Partito Popolare Laburista (Partido Popular Laborista - PPL) e Partito Democratico (Partido Demócrata - PD). Presentatosi per la prima volta alle presidenziali del 1999, aveva sostenuto Rubén Zamora, cui era andato il 7,5% dei voti; alle parlamentari del 2000 aveva ottenuto il 5,4% dei voti e 3 seggi, ma il PPL aveva corso con proprie liste.
Poco dopo la sua riorganizzazione, avvenuta nel 2004, fu espunto dal registro dei partiti politici: fu così che nel 2013 i suoi militanti, insieme a vari esponenti del FMLN e del PDC, dettero vita ad una nuova formazione, Cambiamento Democratico.

## Risultati elettorali
| Elezione                 | Voti                     | %                        | Seggi                    |
| Centro Democratico Unito | Centro Democratico Unito | Centro Democratico Unito | Centro Democratico Unito |
| ------------------------ | ------------------------ | ------------------------ | ------------------------ |
| Parlamentari 2000        | 65.070                   | 5,38                     | 3 / 84                   |
| Parlamentari 2003        | 89.121                   | 6,37                     | 5 / 84                   |
| Cambiamento Democratico  |                          |                          |                          |
| Parlamentari 2006        | 61.022                   | 3,04                     | 2 / 84                   |
| Parlamentari 2009        | 46.971                   | 2,12                     | 1 / 84                   |
| Parlamentari 2012        | 47.747                   | 2,12                     | 1 / 84                   |
| Parlamentari 2015        | 36.796                   | 1,61                     | 0 / 84                   |
| Parlamentari 2018        | 19.869                   | 0,94                     | 1 / 84                   |
| Parlamentari 2021        | 14.767                   | 0,56                     | 0 / 84                   |